# Bantariella firmata
Bantariella firmata is een mosdiertjessoort uit de familie van de Mimosellidae. De wetenschappelijke naam van de soort is, als Mimosella firmata, voor het eerst geldig gepubliceerd in 1938 door Marcus.